# Charles Payraudeau
Benjamin Charles Marie Payraudeau (1798-1865) était un zoologiste français.

## Biographie
Il suivit les cours de Jean-Baptiste de Lamarck (1744-1829) au Muséum national d'histoire naturelle. Il dressa l'inventaire faunistique de la Corse entre 1824 et 1825. Il découvrit lors de cette expédition, deux nouvelles espèces d'oiseaux décrites dans l'article Description de deux espèces nouvelles d'oiseaux, appartenant aux genres Mouette et Cormoran. de la revue Annales de Sciences Naturelles (Paris, 1826, tome 8, p. 460-465).
- le goéland d'Audouin (Larus audouinii),
- le cormoran huppé de Desmarest (Phalacrocorax aristotelis).

Il inventoria 71 espèces nouvelles de mollusques marins et terrestres (dont 32 espèces encore valides) dans le Catalogue descriptif et méthodique des annélides et des mollusques de l'île de Corse (Paris, 1826).
Un muséum consacré à l'ornithologie lui est dédié à la mairie de La Chaize-le-Vicomte en Vendée. Ce muséum a reçu l'intégralité des collections de Payraudeau.